# 2018년 동계 올림픽 독일 선수단
2018년 동계 올림픽 독일 선수단은 2018년 2월 9일부터 25일까지 대한민국 평창에서 개최된 2018년 동계 올림픽에 참가한 올림픽 독일 선수단이다.

## 메달 집계

### 종목별 참가 선수 및 메달 수
| 종목           | 참가 선수 | 1 | 2 | 3 | 메달 합계 |
| 바이애슬론     | 12        | 3 |   | 2 | 5         |
| 스노보드       | 13        |   |   |   |           |
| 스피드스케이팅 | 9         |   |   |   |           |
| 아이스하키     | 25        |   |   |   |           |
| 합계           | 153       | 9 | 4 | 4 | 17        |

## 종목별 성적

### 루지
| 선수 | 세부 종목 | 1차 시기 | 1차 시기 | 2차 시기 | 2차 시기 | 3차 시기 | 3차 시기 | 4차 시기 | 4차 시기 | 합계 | 합계 |
| 선수 | 세부 종목 | 기록     | 순위     | 기록     | 순위     | 기록     | 순위     | 기록     | 순위     | 기록 | 순위 |

### 바이애슬론
| 선수 | 세부 종목 | 기록 | 사격 실수 | 순위 |

### 봅슬레이
| 선수 | 세부 종목 | 1차 시기 | 1차 시기 | 2차 시기 | 2차 시기 | 3차 시기 | 3차 시기 | 4차 시기 | 4차 시기 | 합계 | 합계 |
| 선수 | 세부 종목 | 기록     | 순위     | 기록     | 순위     | 기록     | 순위     | 기록     | 순위     | 기록 | 순위 |

### 스켈레톤
| 선수 | 세부 종목 | 1차 시기 | 1차 시기 | 2차 시기 | 2차 시기 | 3차 시기 | 3차 시기 | 4차 시기 | 4차 시기 | 합계 | 합계 |
| 선수 | 세부 종목 | 기록     | 순위     | 기록     | 순위     | 기록     | 순위     | 기록     | 순위     | 기록 | 순위 |

### 스키점프
| 선수 | 세부 종목 | 예선 | 예선 | 예선 | 결선 1차 시기 | 결선 1차 시기 | 결선 1차 시기 | 결선 2차 시기 | 결선 2차 시기 | 결선 2차 시기 | 합계 | 합계 | 합계 |
| 선수 | 세부 종목 | 거리 | 점수 | 순위 | 거리          | 점수          | 순위          | 거리          | 점수          | 순위          | 점수 | 순위 |      |

### 스피드스케이팅
남자
| 선수 | 세부 종목 | 1차 시기 | 1차 시기 | 2차 시기 | 2차 시기 | 결선 | 결선 |
| 선수 | 세부 종목 | 기록     | 순위     | 기록     | 순위     | 기록 | 순위 |

### 알파인스키
| 선수 | 세부 종목 | 1차 시기 | 1차 시기 | 2차 시기 | 2차 시기 | 합계 | 합계      |
| 선수 | 세부 종목 | 기록     | 순위     | 기록     | 순위     | 기록 | 최종 순위 |

### 프리스타일
| 선수 | 세부 종목 | 예선     | 예선     | 예선     | 예선     | 결선     | 결선     | 결선     | 결선     | 결선     | 결선     |
| 선수 | 세부 종목 | 1차 시기 | 1차 시기 | 2차 시기 | 2차 시기 | 1차 시기 | 1차 시기 | 2차 시기 | 2차 시기 | 3차 시기 | 3차 시기 |
| 선수 | 세부 종목 | 점수     | 순위     | 점수     | 순위     | 점수     | 순위     | 점수     | 순위     | 점수     | 순위     |
|      |           |          |          |          |          |          |          |          |          |          |          |

### 피겨스케이팅
| 선수 | 세부 종목 | 쇼트 프로그램 | 쇼트 프로그램 | 프리 스케이팅 | 프리 스케이팅 | 합계 | 합계 |
| 선수 | 세부 종목 | 점수          | 순위          | 점수          | 순위          | 점수 | 순위 |